# 스털링 지역
스털링 지역(Sterling zone)은 2차 세계 대전 이후 존재하게 된 통화 구역에 해당하는 개념이다. 전시 긴급 체제였기 때문에 환율 제재를 위해 국가간 원활한 환율 조정을 위해 생겨났으며 대개는 대영제국의 식민지와 영국 간에 일어난 것이었다.(후에는 영연방) 이들 국가는 파운드 내지는 고유의 통화를 사용하며 대부분 영국 파운드에 고정환율제를 채택하고 있다. 고유 통화를 사용하는 국가의 경우에도 대외 무역을 목적으로 영국 파운드와의 통화 조정을 적극적으로 나서는 경우가 많다.
캐나다와 뉴펀들랜드, 홍콩은 지역 내 개방 시장으로서 확실한 지위를 확보하고 있었기 때문에 처음에는 스털링 지역 편입을 거절했지만 전후 홍콩만은 참가했다. 남로디지아(지금의 짐바브웨)는 1965년 제명됐다.
캐나다와 뉴펀들랜드가 스털링 지역에 가담하지 않은 것은 자체 달러가 미국 달러와 잘 호환됐으나 1931년 영국과 함께 금 본위제에서 물러났기 때문이다. 오스트레일리아, 뉴질랜드 등은 스털링 지역에 가담하게 됐으며 캐나다와 뉴펀들랜드는 미국 달러화에 페그제를 취하게 됐다. 사실 캐나다와 뉴펀들랜드는 굳이 스털링(파운드)의 가치를 외부적으로 유지한다는 명목 하의 블록에 가담할 이유가 없었다. 그러나 1953년까지 스털링 지역을 어느 정도는 고려한 통화 정책이 지속됐다. 캐나다의 정책은 "친스털링 지역"으로 칭할 수 있었으며 미국을 상대로 한다기보다는 영연방에 초점을 둔 것이었다.
스털링 지역의 효력은 1972년 6월 대부분 소멸했다. 마지막으로 영국과 아일랜드만이 남게 됐으며 다른 스털링 화에 대한 통제력은 거의 상실됐다. 남아 있는 지역은 지브롤터, 채널 제도, 맨섬이다. 지브롤터는 1973년 1월 1일부터 다시 편입된 것이다. 이는 자체적인 결정에 따른 것이었으며 50-60년대에도 실질적으로 비슷한 조치는 취한 상태였다.
영국 정부의 결정에 따라 영국 정부의 경제 정책을 그대로 표방하는 국가가 생겨났으며 이들 정책은 수 개월 뒤에 단계적으로 일부 지역의 재정 정책에 반영되기도 했다. 싱가포르는 환율 정책은 1978년까지 스털링 지역에 편중해 실시했으며 브루나이는 2001년에서야 스털링 지역에 맞춘 통화 정책을 없앴다.
스털링 지역이 언제 확실히 영향력을 상실했는지에 대해서는 설명하기 어렵다. 대부분은 1972년 6월이 해당 날짜라고 말한다. 그러나 영국과 아일랜드의 입장에서는 독자적으로 전시 긴급 체제를 시행했던 1939년판 정책을 1978, 1979년까지 각각 유지했다. 따라서 영국에서의 스털링 지역 적용은 실증적인 정책이 더 이상 발효되지 않은 1979년에 사실상 사라졌다고 볼 수 있다.

## 설립 이유
영국이 금본위제에서 이탈하면서 금본위제를 채택하던 많은 국가들은 파운드 화에 페그제를 적용하게 된다. 이는 영국 파운드가 당시에 가장 널리 퍼져있던 준비통화였기 때문이다. 이들 지역을 스털링 지역으로 부른다. 2차 대전이 발발하자 스털링 지역 국가들은 대영제국과 함께 파운드 화의 외부적 가치 유지에 전적으로 매달렸으며 이에 따라 제국 전반적으로 식민지와 본국 간 일정한 공동체를 설정하는 법안이 통과됐다.

## 스털링 지역의 해체
1972년 6월 22일 영국은 통화 정책을 아일랜드와 맨섬, 채널 제도를 제외한 모든 지역에 적용한다. 동시에 영국은 파운드화를 변동환율제로 바꾸었다. 당시 재정부 장관이던 안토니 바버는 자금의 유입 급증을 해외에서 줄여보고자 추진된 것이었다고 말했다. 그러나 반대 입장에서는 영국이 유럽경제공동체에 참가하기 위한 방편이 아니냐는 지적이 이었으며 프랑스는 이에 대해 경계하게 됐다. 이에 따라 프랑스는 CFP 프랑 지역을 편성해 영연방에 비해 훨씬 경제적으로 낙후되어 있는 국가들과 협력하게 된다.
일방적으로 행해진 영국의 조치(1972.06.22)에 따라 다른 영연방 국가들은 따를 수밖에 없었다. 그러나 이는 결과적으로 스털링 지역이 더 이상 존속하지 않는다는 것을 가리키게 됐다.
1979년 경제 상황이 진전하면서 영국 정부는 과거 통화 정책을 모두 없앴으며 이에 따라 스털링 지역에 참여했던 국가들의 정책적 관심 또한 상당 부분 추후 대책에 집중됐을 것으로 추정할 수 있다.